# 红星照耀中国
《红星照耀中国》（英語：Red Star Over China），舊譯《西行漫记》，是美國记者埃德加·斯诺的著作，他在書中向西方读者描述了陌生的还处于游击队状态的中国共产党的情况。本书记录了埃德加·斯诺自1936年6月至10月在中国陕北革命根据地进行实地采访的所见所闻，向全世界报道了中国和中国工农红军以及许多红军领袖、红军将领的情况。同赛珍珠的《大地》一起，是1930年代向西方读者介绍中国和唤起全世界左翼意识形态的最有影响力的作品。該著作於1937年首次發佈。

## 主题
在《西行漫记》中，埃德加·斯诺讲述了1936年夏秋他访问中国红军的经历。通过对毛泽东还有其它当时中国共产党高级领导人的采访，斯诺生动地讲述了长征，同时还有包括毛泽东、周恩来、彭德怀、林彪等多位领导人的传记。斯诺详细讲叙了毛的暂时放弃阶级斗争，一致对外的新统一战线方针。尽管斯诺清楚地表明了毛的最终目标是夺取全中国，但很多读者只认为中国共产党是一群土地改革者。 斯诺描述他们的言谈举止，追溯他们的家庭环境和青少年时代，试图从其出身和成长经历中，找寻他们成为共产党人的原因。此外，斯诺探访红军战士和根据地人民，对共产党的基本政策、军事策略，红军战士的生活，以及陕北根据地的社会制度、货币政策、工业和教育等情况做了广泛的调查   。

## 中文譯名
《Red Star Over China》原本的中文譯名叫做《紅星照耀中國》，在中國發行中文版時為避開國民政府審查和方便在国民党统治区(白区)发行改名《西行漫記》。